# Улица Владимира Поповића
| Улица Владимира Поповића | Улица Владимира Поповића |
| ------------------------ | ------------------------ |
|                          |                          |
| Општина                  | Нови Београд             |
| Почетак                  | Земунски пут             |
| Крај                     | Улица Јурија Гагарина    |
| Дужина                   | око 350 m                |
|                          |                          |
|                          |                          |
| Хотел Континентал        |                          |

Улица Владимира Поповића је улица која се налази у Београду у општини Нови Београд. Улица је добила назив по дипломати Владимиру Поповићу, секретара Јосипа Броза Тита.

## Улица
Улица почиње код Земунског пута, затим пролази кроз улицу Милентија Поповића и булевара Арсентија Чарнојевића. Улица се завршава у нивоу улице Јурија Гагарина.

## Иституције
У овој улици се налази амбасада Јапана и Аустралије. У овој улици се такође налази и познати хотел Crowne Plaza Београд.